# Jarosław Dąbrowski
Jarosław Żądło-Dąbrowski (pronunție în poloneză [jaˈrɔswav ˈʐɔndwɔ dɔmˈbrɔfskʲi]; n. 12 noiembrie 1836, Jîtomîr, gubernia Volînia⁠(d), Imperiul Rus – d. 23 mai 1871, Paris, Franța), cunoscut și sub numele de Jaroslav Dombrowski, a fost un nobil polonez și ofițer militar în Armata Imperială Rusă, un activist de stânga pentru independența Poloniei și un republican radical precum și un general și comandant militar al Comunei din Paris în perioada sa ulterioară (1871). A fost un participant la Insurecția poloneză din Ianuarie 1863 și unul dintre liderii fracțiunii „Partidul Roșu” (Czerwoni) printre insurgenți ca membru al Comitetului Național Central și al Guvernului Național Provizoriu Polonez.

## Tinerețe
Dąbrowski s-a născut în 1836, după împărțirea Poloniei, la Żytomierz, în gubernia Volînia a Imperiului Rus, în ceea ce este acum orașul Jîtomîr din Ucraina. El a fost un descendent al vechii familii nobile Żądło-Dąbrowski z Dąbrówki. Dąbrowski a luptat sub stindardul clanului de Radwan. Tatăl său a fost Wiktor Żądło-Dąbrowski, iar mama sa a fost Zofia, născută ca Falkenhagen-Zaleska.

## Carieră militară

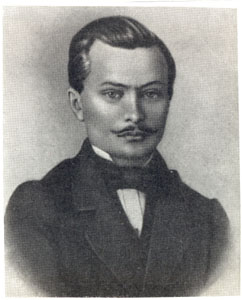
Dąbrowski în 1861

În 1845, la vârsta de 9 ani, Dąbrowski s-a alăturat Armatei Imperiale Ruse, înrolându-se în corpul de pregătire a ofițerilor aflat la Cetatea Brest-Litovsk, unde a petrecut 8 ani. A absolvit Corpul de cadeți din Sankt Petersburg în 1855. El a luptat ca ofițer rus împotriva răscoalelor triburilor montane locale din Războiul Caucazului. În 1859 s-a înscris la Academia de Stat Major din Sankt Petersburg. Acolo a fost unul dintre conducătorii „Comitetului [secret] de Ofițeri al Armatei I”. Printre membri se numărau câteva sute de ofițeri ruși și polonezi, care au colaborat cu mișcarea revoluționară „Zemlia i Volia” (Земля и воля, Țara și Libertatea). A fost implicat în pregătirea Insurecției din Ianuarie, dar a fost arestat la 14 august 1862 și exilat în Siberia pentru participarea sa la un complot împotriva țarului, Alexandru al II-lea. În 1865, a evadat și a fugit în Franța.

## În Paris

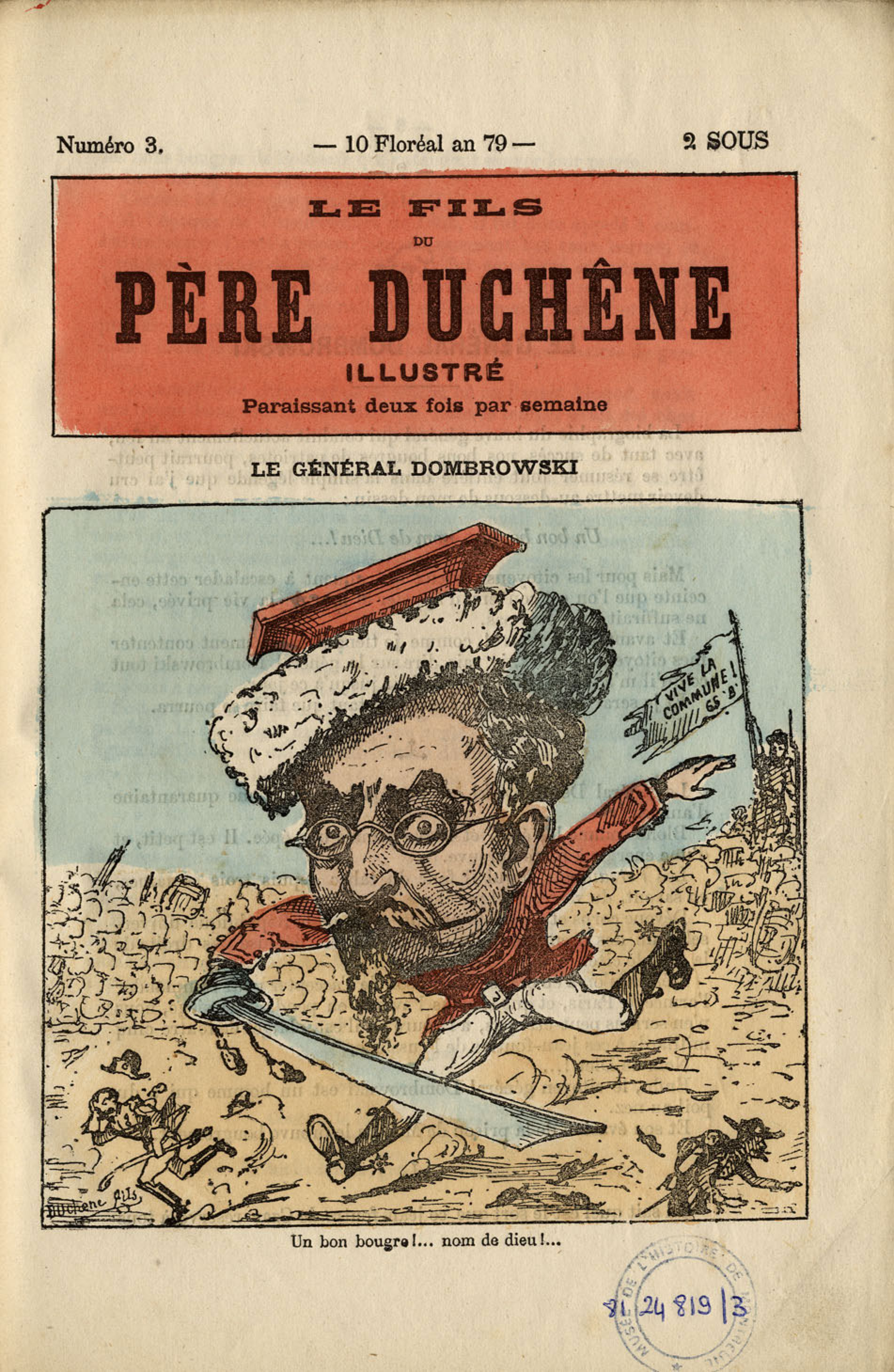
Caricatură a lui Dąbrowski în Le Père Duchesne Illustré: „Un bon bougre!... Nom de Dieu!..." ("Un tip bun!... Pentru numele lui Dumnezeu!..."); mai 1871

La începutul lunii martie 1871, după luni de asediu al Parisului de către prusaci și prinderea lui Napoleon al III-lea de către armata prusacă, o coaliție socialistă și anarhistă numită Comuna din Paris a preluat puterea în capitală și s-a declarat independentă de guvernul francez. Dąbrowski a fost ales în Consiliul Comunei din Paris, unde a folosit numele Jaroslav Dombrowski. Fiind unul dintre puținii soldați ai Comunei cu experiență militară, a fost numit în scurt timp Comandant-șef al forțelor Comunei.
La 21 mai 1871, la scurt timp după ce a fost numit comandant, armata franceză a atacat și a intrat în Paris. Prima reacție a multora din Garda Națională a fost să găsească pe cineva de vină, iar Dąbrowski a fost primul acuzat. Au circulat zvonuri că a acceptat un milion de franci pentru a renunța la apărarea orașului. A fost profund jignit de aceste zvonuri. Acestea s-au risipit când a murit două zile mai târziu din cauza rănilor suferite pe baricade. Ultimele sale cuvinte ar fi fost: „Încă se mai vorbește că am fost un trădător?” Comuna a căzut la 28 mai 1871.

### Identificare greșită cu pianistul Henri Dombrowski
Un portret fotografic, realizat înainte de 1870, al pianistului parizian Henri Dombrowski a fost prezentat în mod fals de către fotograful Pierre Petit⁠(d) ca reprezentându-l pe generalul Jarosław Dąbrowski. Petit a vândut 200.000 de copii ale fotografiei, iar Henri Dombrowski a cerut despăgubiri. Identificarea greșită cu pianistul Henri Dombrowski poate fi văzută în multe monumente și portrete ale lui Jarosław Dąbrowski ca urmare a acțiunilor lui Petit.

## Moștenire
Mai multe școli și drumuri poartă numele lui în Polonia; printre școli cea mai notabilă este Universitatea Militară de Tehnologie din Varșovia (Wojskowa Akademia Techniczna im. Jarosława Dąbrowskiego).
În timpul Războiului Civil Spaniol (1936–1939), Batalionul Dabrowski și diferite unități de forță de brigadă (cunoscute în poloneză ca Dąbrowszczacy) – au fost numite în onoarea sa.